# Danh sách tiểu hành tinh: 4101–4200
| Tên               | Tên đầu tiên | Ngày phát hiện       | Nơi phát hiện          | Người phát hiện                                        |
| ----------------- | ------------ | -------------------- | ---------------------- | ------------------------------------------------------ |
| 4101 Ruikou       | 1988 CE      | 8 tháng 2 năm 1988   | Geisei                 | T. Seki                                                |
| 4102 Gergana      | 1988 TE3     | 15 tháng 10 năm 1988 | Smolyan                | V. G. Ivanova                                          |
| 4103 Chahine      | 1989 EB      | 4 tháng 3 năm 1989   | Palomar                | E. F. Helin                                            |
| 4104 Alu          | 1989 ED      | 5 tháng 3 năm 1989   | Palomar                | E. F. Helin                                            |
| 4105 Tsia         | 1989 EK      | 5 tháng 3 năm 1989   | Palomar                | E. F. Helin                                            |
| 4106 Nada         | 1989 EW      | 6 tháng 3 năm 1989   | Minami-Oda             | T. Nomura, K. Kawanishi                                |
| 4107 Rufino       | 1989 GT      | 7 tháng 4 năm 1989   | Palomar                | E. F. Helin                                            |
| 4108 Rakos        | 3439 T-3     | 16 tháng 10 năm 1977 | Palomar                | C. J. van Houten, I. van Houten-Groeneveld, T. Gehrels |
| 4109 Anokhin      | 1969 OW      | 17 tháng 7 năm 1969  | Nauchnij               | B. A. Burnasheva                                       |
| 4110 Keats        | 1977 CZ      | 13 tháng 2 năm 1977  | Palomar                | E. Bowell                                              |
| 4111 Lamy         | 1981 EN12    | 1 tháng 3 năm 1981   | Siding Spring          | S. J. Bus                                              |
| 4112 Hrabal       | 1981 ST      | 25 tháng 9 năm 1981  | Kleť                   | M. Mahrová                                             |
| 4113 Rascana      | 1982 BQ      | 18 tháng 1 năm 1982  | Anderson Mesa          | E. Bowell                                              |
| 4114 Jasnorzewska | 1982 QB1     | 19 tháng 8 năm 1982  | Kleť                   | Z. Vávrová                                             |
| 4115 Peternorton  | 1982 QS3     | 29 tháng 8 năm 1982  | Nauchnij               | N. S. Chernykh                                         |
| 4116 Elachi       | 1982 SU      | 20 tháng 9 năm 1982  | Palomar                | E. F. Helin                                            |
| 4117 Wilke        | 1982 SU3     | 24 tháng 9 năm 1982  | Tautenburg Observatory | F. Börngen                                             |
| 4118 Sveta        | 1982 TH3     | 15 tháng 10 năm 1982 | Nauchnij               | L. V. Zhuravleva                                       |
| 4119 Miles        | 1983 BE      | 16 tháng 1 năm 1983  | Anderson Mesa          | E. Bowell                                              |
| 4120 Denoyelle    | 1985 RS4     | 14 tháng 9 năm 1985  | La Silla               | H. Debehogne                                           |
| 4121 Carlin       | 1986 JH      | 2 tháng 5 năm 1986   | Palomar                | INAS                                                   |
| 4122 Ferrari      | 1986 OA      | 28 tháng 7 năm 1986  | Bologna                | Osservatorio San Vittore                               |
| 4123 Tarsila      | 1986 QP1     | 27 tháng 8 năm 1986  | La Silla               | H. Debehogne                                           |
| 4124 Herriot      | 1986 SE      | 29 tháng 9 năm 1986  | Kleť                   | Z. Vávrová                                             |
| 4125 Lew Allen    | 1987 MO      | 28 tháng 6 năm 1987  | Palomar                | E. F. Helin                                            |
| 4126 Mashu        | 1988 BU      | 19 tháng 1 năm 1988  | Kitami                 | K. Endate, K. Watanabe                                 |
| 4127 Kyogoku      | 1988 BA2     | 25 tháng 1 năm 1988  | Kushiro                | S. Ueda, H. Kaneda                                     |
| 4128 UKSTU        | 1988 BM5     | 28 tháng 1 năm 1988  | Siding Spring          | R. H. McNaught                                         |
| 4129 Richelen     | 1988 DM      | 22 tháng 2 năm 1988  | Siding Spring          | R. H. McNaught                                         |
| 4130 Ramanujan    | 1988 DQ1     | 17 tháng 2 năm 1988  | Kavalur                | R. Rajamohan                                           |
| 4131 Stasik       | 1988 DR4     | 23 tháng 2 năm 1988  | Siding Spring          | A. J. Noymer                                           |
| 4132 Bartók       | 1988 EH      | 12 tháng 3 năm 1988  | Palomar                | J. Alu                                                 |
| 4133 Heureka      | 1942 DB      | 17 tháng 2 năm 1942  | Turku                  | L. Oterma                                              |
| 4134 Schütz       | 1961 CR      | 15 tháng 2 năm 1961  | Tautenburg Observatory | F. Börngen                                             |
| 4135 Svetlanov    | 1966 PG      | 14 tháng 8 năm 1966  | Nauchnij               | L. I. Chernykh, T. M. Smirnova                         |
| 4136 Artmane      | 1968 FJ      | 28 tháng 3 năm 1968  | Nauchnij               | T. M. Smirnova                                         |
| 4137 Crabtree     | 1970 WC      | 24 tháng 11 năm 1970 | Hamburg-Bergedorf      | L. Kohoutek                                            |
| 4138 Kalchas      | 1973 SM      | 19 tháng 9 năm 1973  | Palomar                | C. J. van Houten, I. van Houten-Groeneveld, T. Gehrels |
| 4139 Ulʹyanin     | 1975 VE2     | 2 tháng 11 năm 1975  | Nauchnij               | T. M. Smirnova                                         |
| 4140 Branham      | 1976 VA      | 11 tháng 11 năm 1976 | El Leoncito            | Felix Aguilar Observatory                              |
| 4141 Nintanlena   | 1978 PG3     | 8 tháng 8 năm 1978   | Nauchnij               | N. S. Chernykh                                         |
| 4142 Dersu-Uzala  | 1981 KE      | 28 tháng 5 năm 1981  | Kleť                   | Z. Vávrová                                             |
| 4143 Huziak       | 1981 QN1     | 29 tháng 8 năm 1981  | Socorro                | L. G. Taff                                             |
| 4144 Vladvasilʹev | 1981 SW6     | 28 tháng 9 năm 1981  | Nauchnij               | L. V. Zhuravleva                                       |
| 4145 Maximova     | 1981 SJ7     | 29 tháng 9 năm 1981  | Nauchnij               | L. V. Zhuravleva                                       |
| 4146 Rudolfinum   | 1982 DD2     | 16 tháng 2 năm 1982  | Kleť                   | L. Brožek                                              |
| 4147 Lennon       | 1983 AY      | 12 tháng 1 năm 1983  | Anderson Mesa          | B. A. Skiff                                            |
| 4148 McCartney    | 1983 NT      | 11 tháng 7 năm 1983  | Anderson Mesa          | E. Bowell                                              |
| 4149 Harrison     | 1984 EZ      | 9 tháng 3 năm 1984   | Anderson Mesa          | B. A. Skiff                                            |
| 4150 Starr        | 1984 QC1     | 31 tháng 8 năm 1984  | Anderson Mesa          | B. A. Skiff                                            |
| 4151 Alanhale     | 1985 HV1     | 24 tháng 4 năm 1985  | Palomar                | C. S. Shoemaker, E. M. Shoemaker                       |
| 4152 Weber        | 1985 JF      | 15 tháng 5 năm 1985  | Anderson Mesa          | E. Bowell                                              |
| 4153 Roburnham    | 1985 JT1     | 14 tháng 5 năm 1985  | Palomar                | C. S. Shoemaker                                        |
| 4154 Rumsey       | 1985 NE      | 10 tháng 7 năm 1985  | Lake Tekapo            | A. C. Gilmore, P. M. Kilmartin                         |
| 4155 Watanabe     | 1987 UB1     | 25 tháng 10 năm 1987 | Kushiro                | S. Ueda, H. Kaneda                                     |
| 4156 Okadanaboru  | 1988 BE      | 16 tháng 1 năm 1988  | Chiyoda                | T. Kojima                                              |
| 4157 Izu          | 1988 XD2     | 11 tháng 12 năm 1988 | Gekko                  | Y. Oshima                                              |
| 4158 Santini      | 1989 BE      | 28 tháng 1 năm 1989  | Bologna                | Osservatorio San Vittore                               |
| 4159 Freeman      | 1989 GK      | 5 tháng 4 năm 1989   | Palomar                | E. F. Helin                                            |
| 4160 Sabrina-John | 1989 LE      | 3 tháng 6 năm 1989   | Palomar                | E. F. Helin                                            |
| 4161 Amasis       | 6627 P-L     | 24 tháng 9 năm 1960  | Palomar                | C. J. van Houten, I. van Houten-Groeneveld, T. Gehrels |
| 4162 SAF          | 1940 WA      | 24 tháng 11 năm 1940 | Nice                   | A. Patry                                               |
| 4163 Saaremaa     | 1941 HC      | 19 tháng 4 năm 1941  | Turku                  | L. Oterma                                              |
| 4164 Shilov       | 1969 UR      | 16 tháng 10 năm 1969 | Nauchnij               | L. I. Chernykh                                         |
| 4165 Didkovskij   | 1976 GS3     | 1 tháng 4 năm 1976   | Nauchnij               | N. S. Chernykh                                         |
| 4166 Pontryagin   | 1978 SZ6     | 16 tháng 9 năm 1978  | Nauchnij               | L. V. Zhuravleva                                       |
| 4167 Riemann      | 1978 TQ7     | 2 tháng 10 năm 1978  | Nauchnij               | L. V. Zhuravleva                                       |
| 4168 Millan       | 1979 EE      | 6 tháng 3 năm 1979   | El Leoncito            | Felix Aguilar Observatory                              |
| 4169 Celsius      | 1980 FO3     | 16 tháng 3 năm 1980  | La Silla               | C.-I. Lagerkvist                                       |
| 4170 Semmelweis   | 1980 PT      | 6 tháng 8 năm 1980   | Kleť                   | Z. Vávrová                                             |
| 4171 Carrasco     | 1982 FZ1     | 23 tháng 3 năm 1982  | Palomar                | C. S. Shoemaker                                        |
| 4172 Rochefort    | 1982 FC3     | 20 tháng 3 năm 1982  | La Silla               | H. Debehogne                                           |
| 4173 Thicksten    | 1982 KG1     | 27 tháng 5 năm 1982  | Palomar                | C. S. Shoemaker                                        |
| 4174 Pikulia      | 1982 SB6     | 16 tháng 9 năm 1982  | Nauchnij               | L. I. Chernykh                                         |
| 4175 Billbaum     | 1985 GX      | 15 tháng 4 năm 1985  | Anderson Mesa          | E. Bowell                                              |
| 4176 Sudek        | 1987 DS      | 24 tháng 2 năm 1987  | Kleť                   | A. Mrkos                                               |
| 4177 Kohman       | 1987 SS1     | 21 tháng 9 năm 1987  | Anderson Mesa          | E. Bowell                                              |
| 4178              | 1988 EO1     | 13 tháng 3 năm 1988  | Palomar                | E. F. Helin                                            |
| 4179 Toutatis     | 1989 AC      | 4 tháng 1 năm 1989   | Caussols               | C. Pollas                                              |
| 4180 Anaxagoras   | 6092 P-L     | 24 tháng 9 năm 1960  | Palomar                | C. J. van Houten, I. van Houten-Groeneveld, T. Gehrels |
| 4181 Kivi         | 1938 DK1     | 24 tháng 2 năm 1938  | Turku                  | Y. Väisälä                                             |
| 4182 Mount Locke  | 1951 JQ      | 2 tháng 5 năm 1951   | Fort Davis             | đài thiên văn McDonald                                 |
| 4183 Cuno         | 1959 LM      | 5 tháng 6 năm 1959   | Bloemfontein           | C. Hoffmeister                                         |
| 4184 Berdyayev    | 1969 TJ1     | 8 tháng 10 năm 1969  | Nauchnij               | L. I. Chernykh                                         |
| 4185 Phystech     | 1975 ED      | 4 tháng 3 năm 1975   | Nauchnij               | T. M. Smirnova                                         |
| 4186 Tamashima    | 1977 DT1     | 18 tháng 2 năm 1977  | Kiso                   | H. Kosai, K. Hurukawa                                  |
| 4187 Shulnazaria  | 1978 GR3     | 11 tháng 4 năm 1978  | Nauchnij               | N. S. Chernykh                                         |
| 4188 Kitezh       | 1979 HX4     | 25 tháng 4 năm 1979  | Nauchnij               | N. S. Chernykh                                         |
| 4189 Sayany       | 1979 SV9     | 22 tháng 9 năm 1979  | Nauchnij               | N. S. Chernykh                                         |
| 4190 Kvasnica     | 1980 JH      | 11 tháng 5 năm 1980  | Kleť                   | L. Brožek                                              |
| 4191 Assesse      | 1980 KH      | 22 tháng 5 năm 1980  | La Silla               | H. Debehogne                                           |
| 4192 Breysacher   | 1981 DH      | 28 tháng 2 năm 1981  | La Silla               | H. Debehogne, G. DeSanctis                             |
| 4193 Salanave     | 1981 SM1     | 16 tháng 9 năm 1981  | Anderson Mesa          | B. A. Skiff, N. G. Thomas                              |
| 4194 Sweitzer     | 1982 RE      | 15 tháng 9 năm 1982  | Anderson Mesa          | E. Bowell                                              |
| 4195 Esambaev     | 1982 SK8     | 19 tháng 9 năm 1982  | Nauchnij               | L. I. Chernykh                                         |
| 4196 Shuya        | 1982 SA13    | 16 tháng 9 năm 1982  | Nauchnij               | L. I. Chernykh                                         |
| 4197              | 1982 TA      | 11 tháng 10 năm 1982 | Palomar                | E. F. Helin, E. M. Shoemaker                           |
| 4198 Panthera     | 1983 CK1     | 11 tháng 2 năm 1983  | Anderson Mesa          | N. G. Thomas                                           |
| 4199 Andreev      | 1983 RX2     | 1 tháng 9 năm 1983   | La Silla               | H. Debehogne                                           |
| 4200 Shizukagozen | 1983 WA      | 28 tháng 11 năm 1983 | Karasuyama             | Y. Banno, T. Urata                                     |